# Cine A
Cine A é uma empresa privada brasileira do ramo de exibição cinematográfica, presente em vinte cidades de sete Unidades da Federação localizadas quase todas as regiões do Brasil (exceção da Região Sul). Seu parque exibidor é formado atualmente por vinte complexos e 53 salas, média de 2,65 salas por complexo. Suas 7 968  poltronas perfazem uma média de 150,33 assentos por sala.

## História
A empresa nasceu em 12 de dezembro de 2004, quando o empresário mineiro Silvio Gutierrez Brittis abriu o seu primeiro complexo de cinema em um pequeno shopping cidade de Machado. Em seguida, iniciou o seu próprio programa de expansão, reabrindo antigos cinemas que se encontravam desativados ou em vias de fechamento, como o antigo Cine Paraíso da cidade Alfenas (2008),  que se encontrava fechado desde 2007, o Cine Center Três Corações  localizado em um shopping de Três Corações,  o Cine Casarão de Espírito Santo do Pinhal (2009) e o Cine Colombo de São José do Rio Pardo (2009). Alguns destes cinemas eram administrados por outras redes exibidoras, como o Grupo Cine e a Centerplex.
Por muito tempo, a empresa utilizou a marca Cine Art Café. Entretanto, em função do seu próprio crescimento, passou a utilizar a marca Cine A em 2013. Atualmente, é a maior exibidora do Sul de Minas Gerais. As atividades de digitalização (processo de substituição dos projetores de película 35mm por equipamentos digitais) e mudança da marca principiou em dezembro de 2012, conforme matéria da Revista Exibidor sendo que  a empresa alcançou 46,7% das salas em setembro de 2014, chegando a 100% ainda no primeiro semestre de 2015.
O presidente da empresa, Silvio Gutierrez Brittis, integra o Conselho da Associação dos Exibidores Brasileiros de Cinema de Pequeno e Médio Porte (AEXIB).

## Público
Abaixo a tabela de público e sua evolução de 2008 a 2019, considerando o somatório de todas as suas salas a cada ano. A variação mencionada se refere à comparação com os números do ano imediatamente anterior. O crescimento em 2016 foi expressivo, um dos maiores do Brasil, de mais de 88%. Entretanto, em virtude da forte retração do mercado em 2017 e 2018,  a rede sofreu uma redução de seu público na ordem 21,31% nesses dois últimos anos.
Os dados de 2008 até 2013 foram extraídos do banco de dados Box Office do portal de cinema Filme B, sendo que os números de 2014 e 2015 tem como origem o Database Brasil. Já os dados de 2016 em diante procedem do relatório "Informe Anual Distribuição em Salas Detalhado", do Observatório Brasileiro do Cinema e do Audiovisual (OCA) da ANCINE.
| Ano  | Público total | Ranking no país | Market Share | Variação |
| ---- | ------------- | --------------- | ------------ | -------- |
| 2008 | 11 338        | 137º            | 0,01%        | ano-base |
| 2009 | 57 757        | 79º             | 0,05%        | 409,41%  |
| 2010 | 113 721       | 53º             | 0,08%        | 96,90%   |
| 2011 | 88 189        | 62º             | 0,06%        | 22,45%   |
| 2012 | 127 850       | 54º             | 0,09%        | 44,97%   |
| 2013 | 208 869       | 42º             | 0,14%        | 63,73%   |
| 2014 | 269 867       | 37º             | 0,17%        | 29,20%   |
| 2015 | 394 587       | 31º             | 0,23%        | 28,72%   |
| 2016 | 745 162       | 28º             | 0,41%        | 88,85%   |
| 2017 | 688 113       | 27º             | 0,38%        | -7,66%   |
| 2018 | 586 337       | 27º             | 0,36%        | -14,79%  |
| 2019 | 769 683       | 27º             | 0,36%        | 31,27%   |

## Ligações Externas
- «Sítio oficial»
- Cine A no Facebook
- Cine A no X